# Perja vas
Perja vas (nem.: Ferndorf) je občina v hribovju nad Spodnjo Dravsko dolino v okraju Beljak-dežela na avstrijskem Koroškem z 2.187 prebivalci (stanje na 1. januar 2016) in vaško naselje s 651 prebivalci.  

## Geografija

### Geografska lega
Območje občine Perja vas  leži v celoti na območju  Krških Alp  v Spodnji Dravski dolini jugovzhodno od Špitala in severozahodno od  Beljaka. Območje občine pokriva del Spodnje Dravske doline in na jugozahodu meji na reko  Dravo.

### Občinska struktura
Občino sestavljajo dve katastrski občini, in sicer Čret  (nem.: Gschriet) in Perja vas (nem.: Ferndorf).  Na ozemlju občine se nahaja sledečih 12 krajev in zaselkov (v oklepaju nemška imena in število prebivalcev, stanje 01. januar 2015):
| - Beinten (204) - Dobrije (Döbriach) (15) - Perja vas (Ferndorf) (651) - Klanec (Glanz) (112) - Čret (Gschriet) (128) - Insberg (145) - Lang (42) - Police (Politzen) (154) - Rudersdorf (124) - Sankt Jakob (108) - Sankt Paul (89) - Sonnwiesen (444) |

## Zgodovina
Območje občine  je bilo zgodovinsko malo poseljeno hribovito in z gozdom poraslo območje.  Po letu 590 so se tudi na ta del Dravske doline so naselili zgodnji Slovenci oz. njihovi predniki za časa kneževine Karantanije. Od tedaj imamo tudi na tem območju slovenska ledinska imena ali krajevna imena, ki so bila tudi germanizirana, pa vendar to dokazuje prisotnost slovenščine v teh krajih. Na območju je potekala severna meja slovansko/slovenske poselitve, ki je bila sicer relativno redka – predvsem v nižje ležečih predelih. V 8. stoletju se na območje redke poselitve doseljujejo Bavarci.  Tako je bilo le par slovenskih kmetij na zelo redko poseljenem območju, ki so se germanizirale. »Preživelo« je le nekaj ledinskih imen in par slovenskih družinskih priimkov kot so:  Tschabuschnig (Čabušnik), Gritschacher (Gričar – Gričnik), Lessacher (Lesar – Lesnik), Lessiak (Lesjak), Duschnig (Dušnik).  Sicer pa je bilo do začetka 20.stoletja območje sedanje občine zelo redko naseljeno, saj je leta 1810 štelo 483 prebivalcev, kmečka Perja vas pa je še leta 1900 štela 9 kmetij s skupaj skoraj 100 prebivalci.
Območje je v drugi polovici 11. in v začetku 12. stoletja pripadalo grofiji Lurn, ko pa so Lurnski grofje leta 1135 izumrli, je to območje od Špitala navzdol po reki Dravi postalo del neodvisne grofije Ortenburg oziroma Ortenburžanov.  V 14. stoletju je bila v Perji vasi zgrajena prva cerkev z gotskimi elementi, posvečena Sv. Pavlu. Prvič je v dokumentih omenjena šele leta 1438 kot "sand Puls chirchn ob Veddenderf am Berg".  Z izumrtjem Ortenburžanov so leta 1418 (1420) to posest podedovali Celjski grofje in ga imeli v posesti vse do njihovega izumrtja 1456. Celjski so tudi te predele, ki so spadali v gospostvo Ortenburg, dajali v fevd svojim vazalom vitezom Kellerbergom. Okoli leta 1518 je območje prišlo pod oblast Habsburžanov. Leta 1599 je novo formirano gospostvo Špatrjan, kamor je sodilo tudi to območje,  pridobil  Jernej (Barthlme) Khevenhüller , ki  je umrl v letu 1613. Njegov dedič Hans VI. Khevenhüller, sin tretje žene Jerneja Khevenhüller-ja, je moral zaradi verskih razlogov (ker je bil protestant) leta 1629 zapustiti Koroško in se odpovedati vsej lastnini.

Sedanja farna cerkev Sv. Pavla, prvič omenjena 1438 je bila podružnična cerkev  fare Molzbichl. Zgodovinske listine povedo, da je v začetku 16. stoletja imela  pravico pokopavati in torej pokopališče. Sredi 16. stoletja je večina prebivalcev prešla v protestantsko veroizpoved. Po protireformaciji, ki je prisilila v pretvorbo v katoliško vero in cerkev, je veliko prebivalcev ostalo prikrito protestantskih.  Zato je sredi 18. stoletja  bila cerkev Sv. Pavla kar 40 let misijonska postaja in še leta 1776 je bil tam nastanjen misijonar. Šele leta 1781 je izpričan lokalni kaplan, in naslednjega leta je cerkev dobila kuratorstvo nad cerkvico Sv. Jakoba, ki je bila tako podružnica cerkve Sv. Pavla. Prvi župnik in kurat je postal Ignac Dreisch. Leta 1838 je bila vzpostavljena prva šola. Šele leta 1891 je Sv. Pavel postal fara.
Leta 1906 je po ljudskem glasovanju Perja vas postala občina.

## Prebivalstvo
Po popisu prebivalstva leta 2001 je zabeleženo v Perji vasi   2.492 prebivalcev. 57,3% prebivalstva je rimsko-katoliške veroizpovedi in 36,4% protestantske. V naselju je tudi evangeličanska cerkev. 

## Kulturnozgodovinske znamenitosti
- Katoliška župnijska cerkev sv. Pavla (1438)